# Henfstädt
Henfstädt ist eine Gemeinde im Landkreis Hildburghausen im fränkisch geprägten Süden von Thüringen. Sie gehört der Verwaltungsgemeinschaft Feldstein an. Der Verwaltungssitz ist in der Stadt Themar.

## Geografie
Henfstädt liegt im Werratal zwischen Themar und Leutersdorf zum großen Teil am linken Flussufer.

### Nachbargemeinden
Angrenzende Gemeinden sind (im Uhrzeigersinn) Marisfeld, Oberstadt, Themar und Leutersdorf.

### Gewässer und Quellen
Die Werra  fließt im Norden an der Gemeinde vorbei. Oberhalb des Ortes in Richtung Themar mündet der aus Norden kommende Tachbach in die Werra. Kurz vor Henfstädt, zwischen der B 89 und der Werrabahn gelegen, liegt ein vollkommen mit Bäumen bewachsener, flacher See. Nordwestlich von Henfstädt befindet sich ein Felsriegel, der sich durch das ganze Werratal erstreckt und in vorgeschichtlicher Zeit mittig von der Werra durchbrochen wurde. Dieser Durchbruch heißt Nadelöhr. Beim Bau der Werrabahn wurde der Fluss in der Nähe des Nadelöhrs begradigt, so dass ein Altarm entstand. Der heutige Flusslauf befindet sich auf der linken Seite des Werratals und nicht mehr in dessen Mitte. Westlich dieser Begradigung befindet sich in direkter Nähe zur Werra die Burkhardtsquelle. Eine weitere, kleinere Quelle, die Ottilienquelle, befindet sich südlich von Henfstädt bei der Wüstung Steinhaug am Steinernen Berg.

### Berge und Höhen
Links der Werra liegen (stromabwärts) der Steinerne Berg (499 m), der durch die Gebirgsleite zum Wachental abgegrenzt ist, die Sielleite, der Dellesberg und der Rappelsberg. Rechts der Werra liegen der Kleine Spielberg (375 m), der Hain oberhalb der Buhleite und die Gertleser Höhe (465 m) oberhalb des Steilhangs Stickeleite.

## Geschichte

Foto von Henfstädt aus dem Jahr 1887

Der Ort wurde erstmals im Jahr 914 in einer Urkunde, die auf einen Tauschvertrag von Besitzungen zwischen dem Abt Huggi und dem Edlen Gunter zurückgeht, unter dem Namen Henfestadt erwähnt. Es gibt jedoch auf dem Gemeindegebiet Spuren einer wesentlich früheren Besiedelung.

### Frühgeschichte
Schon in der Mittelsteinzeit war das rechte Werraufer bei Henfstädt besiedelt, wie über 300 Fundstücke belegen. Beim Bau der Halbschranke am Bahnübergang in Richtung Tachbach wurde 1970 auf dem Flurteil Strick ein Grab mit Beigaben gefunden, das auf das 6. Jahrhundert vor Christus datiert wurde. Es beinhaltete eine reich geschmückte Frauenleiche, die wahrscheinlich einem höheren Stand angehörte. Die Strick war seit der Urnenfelderzeit bis in das 3. Jahrhundert nach Christus durchgehend besiedelt.

### Mittelalter und Frühe Neuzeit

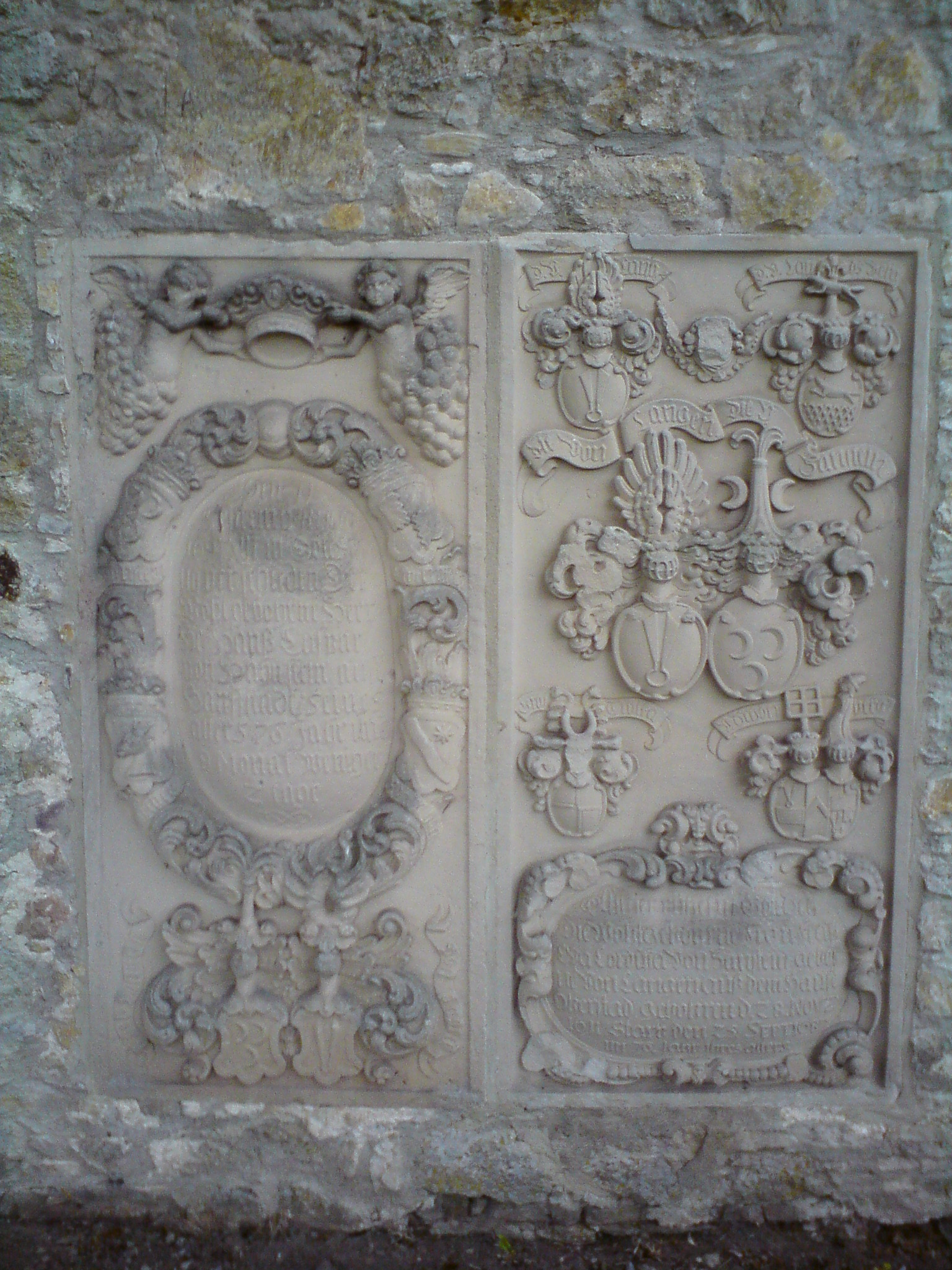
Grabplatten an der Friedhofskapelle mit Wappen der Familien von Langen und von Hanstein

Im Mittelalter wurden viele adelige Familien in Henfstädt sesshaft (unter anderem die von Bräuning, Kießling, Herbilstadt, Bibra, Zufraß, Obernitz und Hanstein), wovon die drei Adelsgüter, die Ruine der Osterburg und die Grabplatten der Adeligen in der Kirche und auf dem Friedhof zeugen (siehe unten).
Von 1612 bis 1629 gab es in Henfstädt Hexenverfolgungen. Fünf Frauen gerieten in Hexenprozesse, eine wurde verbrannt. Margaretha Götze, 70 Jahre alt, unternahm mehrere Selbstmordversuche, bevor sie unter der Folter starb.
Herrschaftsmäßig gehörte der Ort im Amt Themar zunächst zur Grafschaft Henneberg, nach 1583 zu verschiedenen sächsischen Herzogtümern und von 1826 bis 1918 zum Herzogtum Sachsen-Meiningen. 1920 kam er zum Land Thüringen.

### Wüstungen
In näherer Umgebung von Henfstädt befinden sich drei Wüstungen. Die Wüstung Gertles liegt oberhalb des Werratals in Richtung Marisfeld und Oberstadt. Die zweite Wüstung, Steinhaug, befindet sich in Nachbarschaft zur Ruine „Steinerne Kirche“ und der Ottilienquelle. Sie wurde bereits im Jahr 890 urkundlich erwähnt. Der Standort der dritten Wüstung mit dem Namen Berthuns ist nicht mehr bekannt.

## Gemeinderat
Der Gemeinderat in Henfstädt besteht aus sechs Ratsmitgliedern:
- Freie Wähler 4 Sitze
- Feuerwehrverein 1 Sitz
- Kegelverein 1 Sitz

(Stand: Kommunalwahl am 7. Juni 2009)

## Kultur und Sehenswürdigkeiten

### Bauwerke

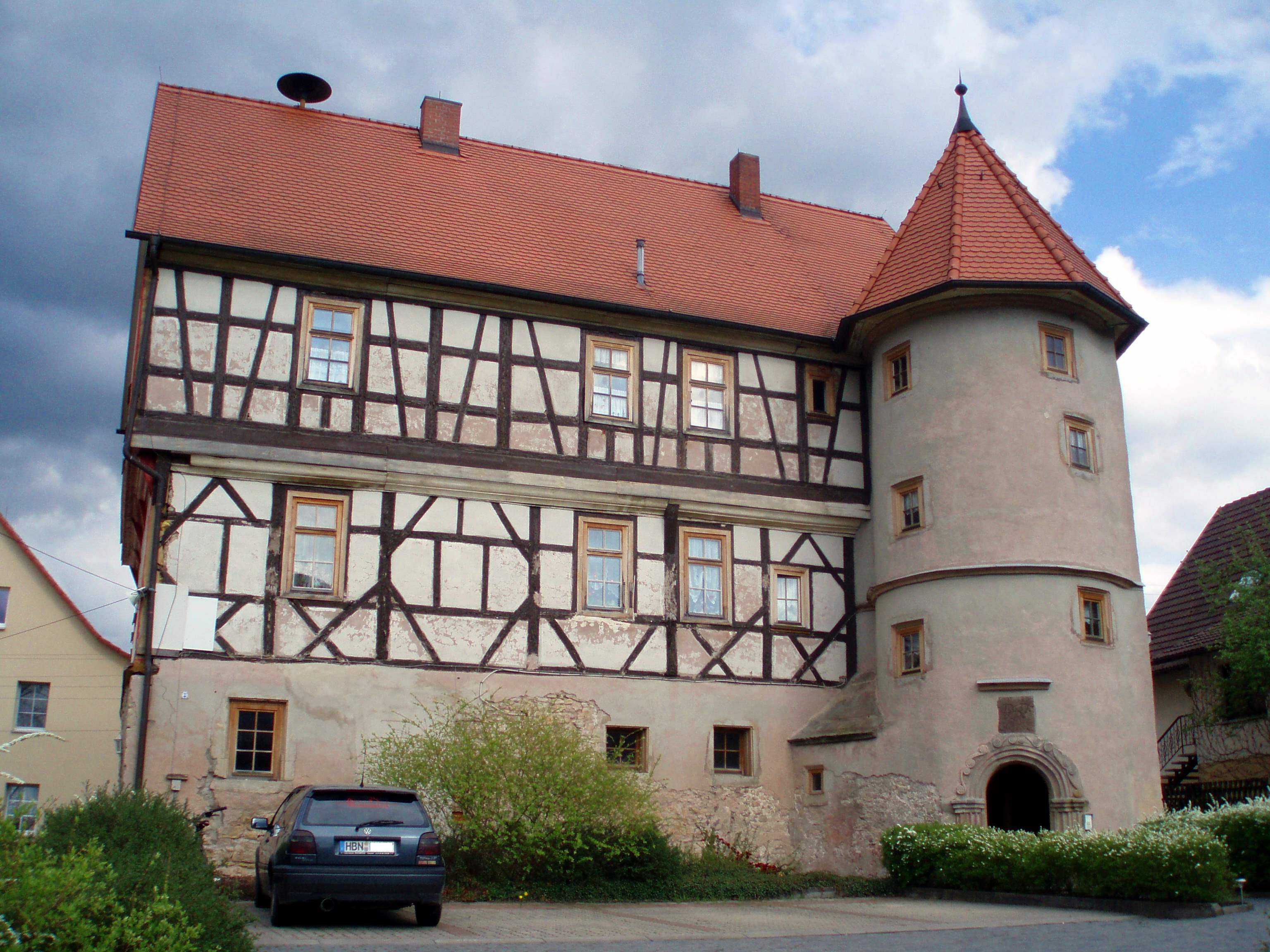
Burg Henfstädt

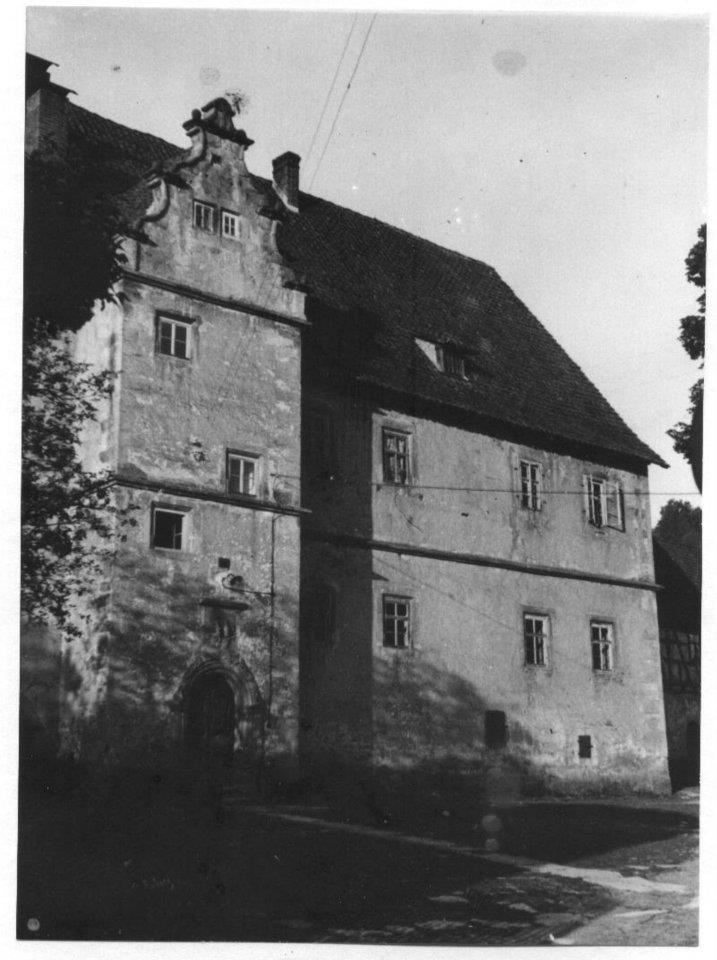
Hinteres Schloss Henfstädt (um 1920)

- Osterburg, eine Burgruine, die vollständig von einem Wall und Graben umgeben ist
- Burg, früher Bestandteil des obernitzischen Gutes, auch vorderes Schloss genannt
- Mittleres Gut, ursprünglich hennebergischer Herrschaftshof
- Hinteres Schloss, als Bestandteil des zufraßischen Gutes (später Hanstein und Harbou)
- Dorfkirche, erstmals 1544 urkundlich als Tochterkirche von Leutersdorf erwähnt
- Friedhofskapelle, 1585 erbaut
- Pfarrhaus mit der Heimatstube und der Bibliothek
- Werratalbrücke, um 1857 erbaut

### Freizeitmöglichkeiten
Durch Henfstädt verläuft der asphaltierte Werratal-Radweg. Direkt am Radweg befindet sich ein Kanuverleih mit Biergarten.

## Persönlichkeiten
Der Autor und Arzt Hieronymus Hornschuch (1573–1616) wurde 1573 in Henfstädt geboren.